# 朱莉·亞當斯
朱莉·亞當斯（英語：Julie Adams，1926年10月17日—2019年2月3日），原名贝蒂·梅·亚当斯（英語：Betty May Adams），美国女演员，1926年10月17日生于美国滑鐵盧。
2019年2月3日，朱莉·亞當斯逝世，享年92岁。